# C-2 (航空機・日本)
川崎 C-2
- 用途：輸送機
- 分類：輸送機
- 製造者：川崎重工業
- 運用者： 日本（航空自衛隊）
- 初飛行：2010年1月26日
- 生産数：16機[注 1] (22機を予定)
- 運用開始：2016年6月30日
- 運用状況：配備中

C-2は、日本の航空自衛隊が保有する輸送機。
C-1の後継機として防衛省技術研究本部と川崎重工業がC-Xの計画名で開発し、川崎重工業が製造する。配属先の美保基地では Blue Whale (シロナガスクジラ) の愛称が付与されている。

## 概要
C-2は、C-1の後継として2000年（平成12年）に「第二次C-X」として計画され、防衛省技術研究本部と川崎重工業によって開発が進められた、ターボファンエンジン双発の大型戦術輸送機である。2010年（平成22年）1月26日に初飛行した。初飛行に際して、試作機に対しXC-2の型式名称が与えられた。
当初の計画では2014年（平成26年）度末に美保基地に配備する予定であったが、開発途上で機体の強度不足が発覚したことなどにより配備が予定より遅れ2017年3月27日に開発完了し、C-2として制式採用、部隊使用承認された。2017年3月28日に3機、2018年度末までに8機配備される見込みである。開発総額は2016年時点で約2,610億円とされる。

## 導入経緯

### 開発までの推移
防衛庁（現防衛省）では、国産のC-1（25機）と輸入したC-130H（16機）を戦術輸送機としているが、C-1が耐用飛行時間を迎えるため、後継が検討された。日本国内の航空産業の技術育成の観点から、2000年（平成12年）末に中型戦術輸送機の国産化を決定、MPA/P-X（P-1固定翼哨戒機）と同時に開発し、一部部品や治工具の共用によって両機種あわせた開発費を抑えることとされ、その額は両機合わせて3,400億円と見込まれた。
平成13年度予算の要求53億円は満額が認められ、2001年（平成13年）初めよりエンジンの選定を開始、また防衛庁技術研究本部（技本）によって研究が行われた。5月25日に航空メーカーを選定する旨を官報にて告示、30日まで希望メーカーを募集した。応募した8社を招いて31日に説明会が開催され、7月31日午後5時を期限として、仕様の提出を行わせたが、1社は希望を撤回した。
主契約では川崎がP-X・C-Xの両機製作を希望、富士重工業が両機製作の新会社設立を提案、三菱重工業はどちらか一方（C-Xを希望）とした。分担生産では、川崎が主翼と水平尾翼、富士が主翼・水平尾翼・垂直尾翼・翼胴フェアリング・C-Xのバルジ、三菱が中胴・後胴・垂直尾翼、さらに新明和工業・日本飛行機・昭和飛行機・ジャムコが各部品を希望、計7社が参加を表明した。11月26日に防衛庁は主契約企業に川崎を選定したと発表、「次期輸送機及び次期固定翼哨戒機（その1）」（以下C-X/P-X）契約が締結され、三菱・富士を筆頭に各社が分担生産することとなった。平成14年（2002年）度予算の要求410億円が承認され、開発が開始された。
なお、このとき一部で国産旅客機「YSX」と共通化させると報じられたが、2001年末に防衛庁と川崎は共同で否定している。しかし、自社で計画中の125席クラスジェット旅客機（2007年に実現を最終決定）では、P-Xの主翼技術を利用するとしている。また、日本航空機開発協会（JADC）では、平成14年（2002年）度よりP-XおよびC-Xを民間旅客機（100席〜150席クラス）へ転用するための開発調査を行っている。

### 機体開発
開発計画は、設計が平成13年度〜16年度、試作が平成15年度〜21年度、試験が平成18年度〜23年度（2012年3月まで）、契約は毎年度ごとに「その1」から「その7」まで7段階、総開発費は若干増額されて3,450億円とした。三菱が中胴と後胴、富士重工が主翼と垂直尾翼の開発・分担製造を担当している。中型機2機の同時開発と部品共通化は世界的にも珍しい。
2001年（平成13年）度に防衛庁と川崎は「P-X/C-X（その1）」契約を締結し、川崎は社内に大型機設計チーム・MCET（MPA and C-X Engineering Team）を設置、三菱・富士・日本飛行機などの出向を含め約650名によって設計作業を開始した。基本図は技本による技術審査にまわされ、2003年（平成15年）6月12日に「妥当」と判断された。これにより、三面図と性能諸元が想定できるエンジンの範囲内で確定した。翌日からは細部設計の段階に移行し、製造図を2004年（平成16年）に完成させた。また、6月には岐阜県岐阜工場に自社最大規模のハンガーが竣工、C-Xの製造をここで行い、将来の旅客機製造も視野に入れている。12月2日に岐阜工場内でP-X/C-Xの実大模型を公開した。

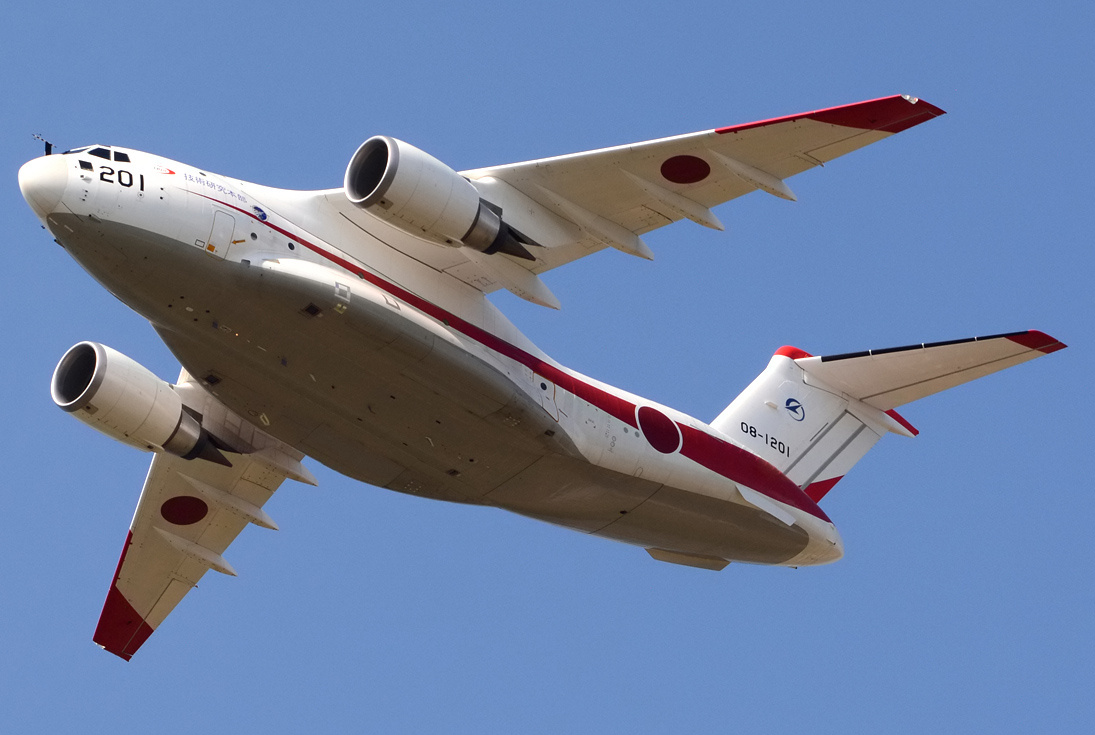
白地に赤いストライプの塗色が特徴の試作1号機

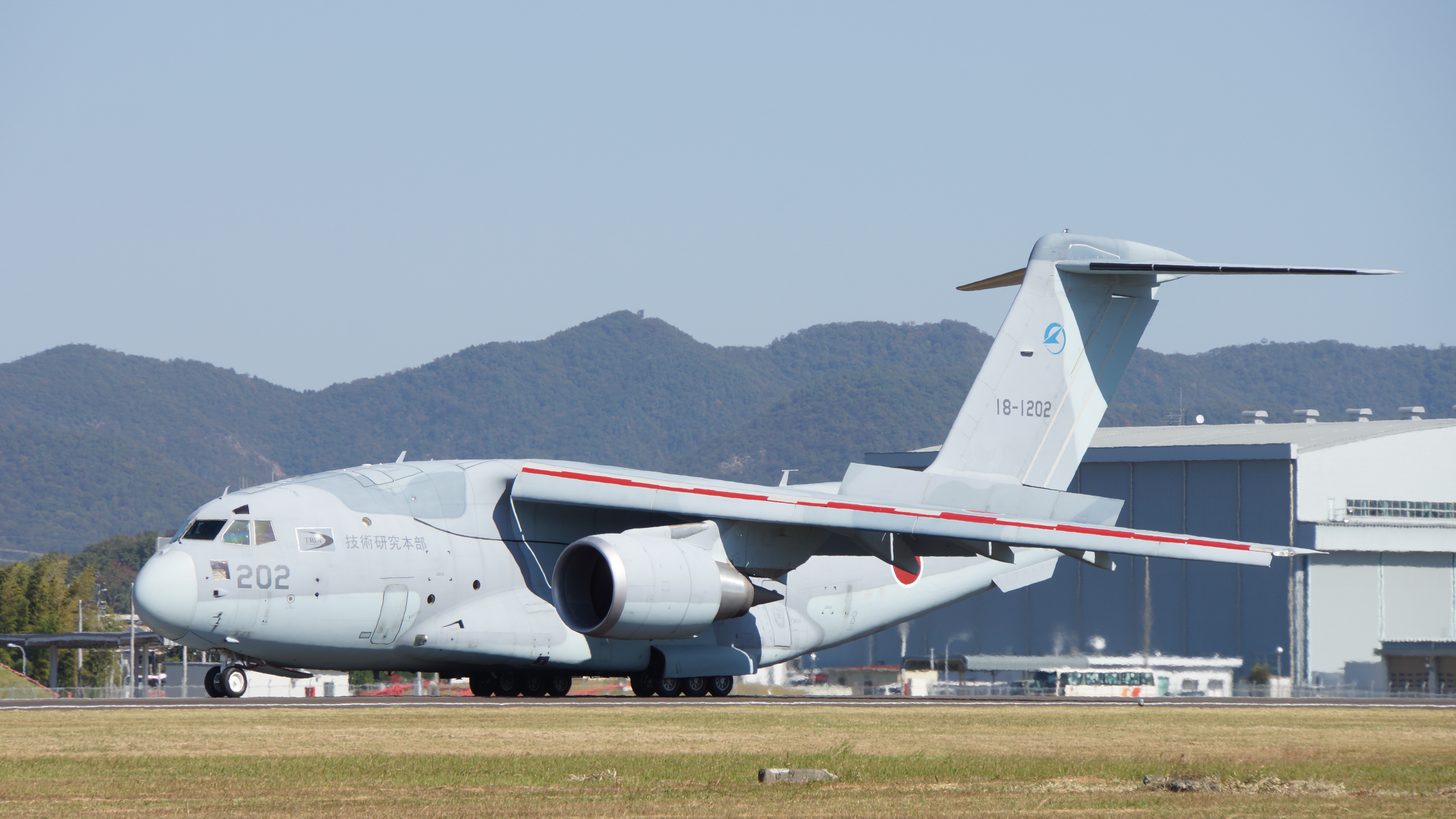
量産機と同じ塗色の試作2号機

地上試験用の2機（#01・#02号機）と飛行試験機2機（1・2号機）をまず製造、2003年（平成15年）度の「C-X/P-X（その3）」により、静強度試験用機体（#01号機）の製造が開始された。2005年（平成17年）には富士重工から#01号機用の主翼が納入、川崎で組み立てられた#01号機は2006年（平成18年）3月15日に防衛庁に引き渡された。#01号機は空自岐阜基地の第2補給処内に新設された強度試験場で再組み立ての後、耐久試験が行われていた。この静強度試験において、防衛省は2007年（平成19年）7月30日に、C-Xの水平尾翼の変形、主脚及びその付近の胴体構造の一部に変形及び接触、胴体の床構造の一部にひび・変形といった不都合事象が複数発生したと公表した。このため、各部の改設計が行われることとなったが、三菱が担当した中部胴体の改善に予想外の時間がかかったことから、その後の計画に遅れが生じた。
2004年（平成16年）度契約の「C-X/P-X（その4）」により、飛行試験機1号機（機体番号：08-1201）の製造が開始され、2007年（平成19年）3月6日にロールアウト、地上での整備と試験を経て、同年夏に初飛行予定であった。しかし直前の2月に、輸入した米国製のリベット（長さ13.5mm）に強度不足が判明し、使用箇所の確認（数千箇所）と交換、再検査をする必要があるためロールアウトは延期された。防衛省航空機課が6月7日に発表した調査結果によれば、交換が必要なリベット数は3663点に上り、ほとんどのリベットは川崎によって交換され、369カ所の交換不能な不適合リベットについては、周囲のリベットをより強度の大きいファスナー類に交換することで処置。別の手段を用いた補強が37カ所、あて板を用いた補強個所が2カ所で、航空機課ではこの改善処置により、機体強度の問題点は解消されたとしている。
2007年（平成19年）7月4日にロールアウト（完成披露式典）が行われたが、静的強度試験機の不都合発生により、一日の作業量を増やすなどして9月中に繰り下げて行う予定だった初飛行は、早くて12月とされたが、年内の飛行は達成できなかった。また2008年（平成20年）3月31日に防衛省へ納入される予定であったが、不具合箇所が広範囲に及ぶため、初飛行は早くて同年夏以降とされた。C-X量産機の調達開始は2008年度予算では見送られ、事前に1年繰り下げたため（後述）、スケジュールには余裕があるが、防衛省では川崎に対し違約金の請求を検討するとしていた。開発の遅れにより、2009年（平成21年）度予算での調達も見送られた。
2005年（平成17年）度契約の「C-X/P-X（その5）」により、疲労強度試験機（#02号機）の建造が開始された。2006年（平成18年）度契約の「C-X/P-X（その6）」では飛行試験機2号機が建造される他、空中受油機能と暗視装置対応機器が新たに追加される。2007年（平成19年）度の「C-X/P-X（その7）」が最終契約となり、一連の開発は冒頭の通り、2012年（平成24年）3月の完了を予定していたが、試験の進捗により蓄積されたデータ等を踏まえて強度の再計算を行い構造上補強を要する部位が複数確認された。これを受けて所要の措置を施すために開発期間を1年間延長し平成26年度までとすることが決まった。
2010年1月26日、試作初号機の初飛行が行われ、3月30日に防衛省へ納入された。
2014年1月7日、岐阜基地で機体の強度を確認する地上試験中に貨物扉が脱落する不具合が発生。機内の圧力を、通常の運用で想定される上限よりも1.5倍にまで高めようとしたところ、1.2倍に加圧した段階で機体後部の貨物扉が破損し、一部が脱落したという。
2014年7月4日、防衛省は加圧試験中に扉が外れた原因について、試験機後部のフレーム強度が不足していたことを発表。再度試験のため平成26年度末に予定していた部隊配備を2年間延期することを発表した。再試験には400億円の追加予算が必要とされた。
2014年11月以降、1月の機体構造地上試験中に発生した不具合対策として、試作1号機に対し量産機と同じ胴体への交換作業を実施。
2015年10月。機内の圧力を通常の運用で想定される上限よりも1.35倍まで高め、強度に問題ないことが確認された。
2016年2月24日、胴体交換作業完了により、防衛装備庁が川崎重工業岐阜工場において防衛装備庁のロゴをまとった試作1号機を受領。今後は岐阜基地において性能確認試験等を実施する予定。
2016年3月、正式採用される見込みであることが報じられた。
2016年5月17日、C-2量産初号機「68-1203」が岐阜基地で初飛行に成功した。
2016年6月30日、川崎重工は同社岐阜工場で航空自衛隊向けC-2輸送機量産初号機「68-1203」を、防衛省に納入したと発表した。

### 開発完了と部隊配備
防衛省は2017年3月27日、C-2の開発を完了したと発表した。3月28日には鳥取県美保基地の第3輸送航空隊 第403飛行隊にC-2が3機配備され、3月30日には配備を記念した式典が行われた。2018年9月まで運用試験を実施し、その後、本格的な運用が開始された。2025年1月時点で15機の量産機が納入済みであり、現在は入間基地の第2輸送航空隊 第402飛行隊への新造機の配備が進められている。

## 年表
2000年（平成12年）
- 次期輸送機（C-X）・次期固定翼哨戒機（MPA/P-X）の国内開発を決定。

2001年（平成13年）
- 5月25日 - 防衛庁が官報にて、30日まで契約希望メーカーを募集すると告示。
- 5月31日 - 希望メーカー8社を招いて説明会。7月31日午後5時までのスペック提出を要求。
- 7月31日 - 希望7社がスペック提出。主契約希望3社、分担生産希望7社。
- 11月26日 - C-X・P-X開発の主契約企業に川崎を選定。直後にYSX関連の報道が流れ、防衛庁と川崎は即座に否定。

2003年（平成15年）
- 6月12日 - 技本がC-X・P-Xの技術審査の結果「妥当」と判断。翌日より細部設計に移る。
- 8月8日 - 防衛庁の装備品審査会がC-XのエンジンをGEのCF6-80C2に決定。

2004年（平成16年）
- 6月1日 - 川崎が岐阜工場内にC-X組み立て施設を竣工。
- 11月9日 - 島津製作所がC-X・P-X搭載機器の試験場を竣工。
- 12月2日 - 岐阜工場内でC-X・P-Xの実大模型（モックアップ）を展示。

2005年（平成17年）
- 5月6日 - エー・アンド・デイがC-X用の全機疲労強度試験装置を15億3600万円で受注。
- 5月30日 - 三菱がC-Xの中胴下部パネルを初出荷。
- 9月7日 - 富士がC-Xの主翼を初納入。

2006年（平成18年）
- 3月15日 - C-Xの静強度試験用供試機（#01）が防衛庁に引き渡される。
- 5月31日 - 経済産業省主催の民間機開発推進関係省庁協議会において、川崎が国土交通省に対し、C-X/P-Xに関する防衛庁の試験データを国交省の形式証明取得に流用できるように、防衛庁の試験に立ち会うことを要望する。防衛庁もデータ開示に協力すると表明。
- 7月 - ファーンボロー国際航空ショーにて、川崎がC-Xの民間型案を展示。
- 9月22日 - 静強度試験機（#01）過重負荷システムおよび取扱説明書の完成審査を実施。「妥当」（合格）と判断され、試験段階へ移行。
- 9月28日 - 静強度試験機（#01）用の試験架構などを防衛庁技術研究本部へ引き渡し。

2007年（平成19年）
- 2月2日 - C-X/P-Xにおいて使用される一部のリベット（米国製輸入品）が、所要の強度を有していないことが川崎より防衛省に報告され、該当リベットの交換のため、当初予定されていた3月6日のロールアウトが延期。
- 4月 - GEが防衛省に対し、同年7月にC-X用エンジンの輸入代理店を新興の日本ミライズへ変更すると通告。
- 5月 - 技本ウェブサイトで試作1号機 (#201) の全体写真を初めて公開（外部リンク参照）。
- 6月7日 - 防衛省は強度不足のリベットの交換作業を行い、正常なリベットに交換するなどの処置を行い機体の強度に影響が無いことを確認。
- 6月 - パリ航空ショーにて、川崎がP-X・C-Xの模型を展示。
- 7月4日 - C-X・P-X試作1号機のロールアウト式典が川崎重工業岐阜工場で行われる。
- 7月26日 - 防衛省がC-Xの調達を2009年（平成21年）度以降とする方針を発表。F-X選定を先送りし、遅れているF-15J近代化改修を進める予算を確保するため。
- 7月30日 - 静強度試験中に不具合が発生し、初飛行を12月以降へ延期。

2008年（平成20年）
- 3月 - 胴体フレームの強度不足のため、初飛行は延期。

2010年（平成22年）
- 1月26日 - 航空自衛隊岐阜基地において初飛行。XC-2の型式番号を与えられる。
- 3月30日 - 川崎重工業岐阜工場においてXC-2の納入式が行われた。以降は飛行開発実験団において実用試験が行われることになる。

2011年（平成23年）
- 1月27日 - 航空自衛隊岐阜基地において試作2号機が初飛行。
- 11月2日 - 配備先の候補である美保飛行場のある鳥取県の平井伸治知事は、「安全航空に万全を期すこと」など5点の要請を付けた上で配備を了承した。

2012年（平成24年）
- 4月25日 - 開発期間を1年間延長することが決定。だが、これによる航空自衛隊美保基地への配備計画の変更はない。同計画によれば14年度1機・15年度3機・16年度2機配備する予定。

2014年（平成26年）
- 1月18日 - 防衛省は地上試験機にて機体構造強度試験の際、同機の貨物扉、後部胴体などに損壊が発生したと発表。
- 6月16日 - 防衛省は、テストで機体強度の不足によるトラブルが出ているのを理由に、2014年末に配備予定だった計画を2年前後延長する方針を固めた。
- 11月 - 1月の機体構造地上試験中に発生した不具合対策として、試作1号機に対し量産機と同じ胴体への交換作業を開始。

2015年（平成27年）
- 4月1日 - 防衛省は、C-2輸送機の積雪時における雪上滑走テストを行ったと発表した。

2016年（平成28年）
- 2月24日 - 防衛装備庁が川崎重工業岐阜工場において、量産機と同じ胴体に交換し防衛装備庁のロゴをまとった試作1号機を受領。今後は航空自衛隊岐阜基地において性能確認試験等を実施する予定。
- 6月30日 - 川崎重工業岐阜工場にて量産初号機が防衛省に引き渡され、C-2輸送機が正式に配備された。

2017年（平成29年）
- 3月27日 - 防衛省が開発完了を発表。当初の予定通り当面は航空自衛隊美保基地のみへの配備となる。
- 11月 - ジブチ共和国、アラブ首長国連邦、ニュージーランド等において国外訓練を実施した。

2018年（平成30年）
- 7月 - イギリスのフェアフォード空軍基地で開催される「ロイヤル・インターナショナル・エアタトゥー(RIAT) 2018」にC-2輸送機を1機派遣。

2019年（平成31年）
- 2月26日 - オーストラリアのアバロン空港で開催される「2019年オーストラリア国際航空ショー及び航空宇宙・防衛展示会」（アバロン・エアショー）に C-2輸送機を1機派遣。海外では初めての飛行展示を行った。
- 6月17日 - パリ航空ショーにC-2輸送機1機が地上展示された。

2020年（令和2年）
- 10月 - 非舗装滑走路の地上滑走試験を3日間実施。
- 11月 - 非舗装滑走路の離着陸試験を2日間実施。

2021年（令和3年）
- 2月17日 - 入間基地に1機が配備された。
- 8月23日 - ターリバーンにより実権を掌握されたアフガニスタンに残る邦人や大使館などの現地スタッフを国外退避させるため、1機のC-2を資機材・人員輸送にあてることが発表され、同日夕方に出発した。（詳細は「#運用」の項参照）

2022年（令和4年）
- 3月10日 - ウクライナへの支援物資として防弾チョッキやヘルメット、非常食、防寒着などを提供するため、鳥取県の美保基地からポーランドへ飛行した。

2023年（令和5年）
- 4月21日 - 正規軍と民兵組織の衝突が激化したスーダンからの在留邦人退避のため、鳥取県の美保基地からジブチへ飛行した。

## 機体

### 概要

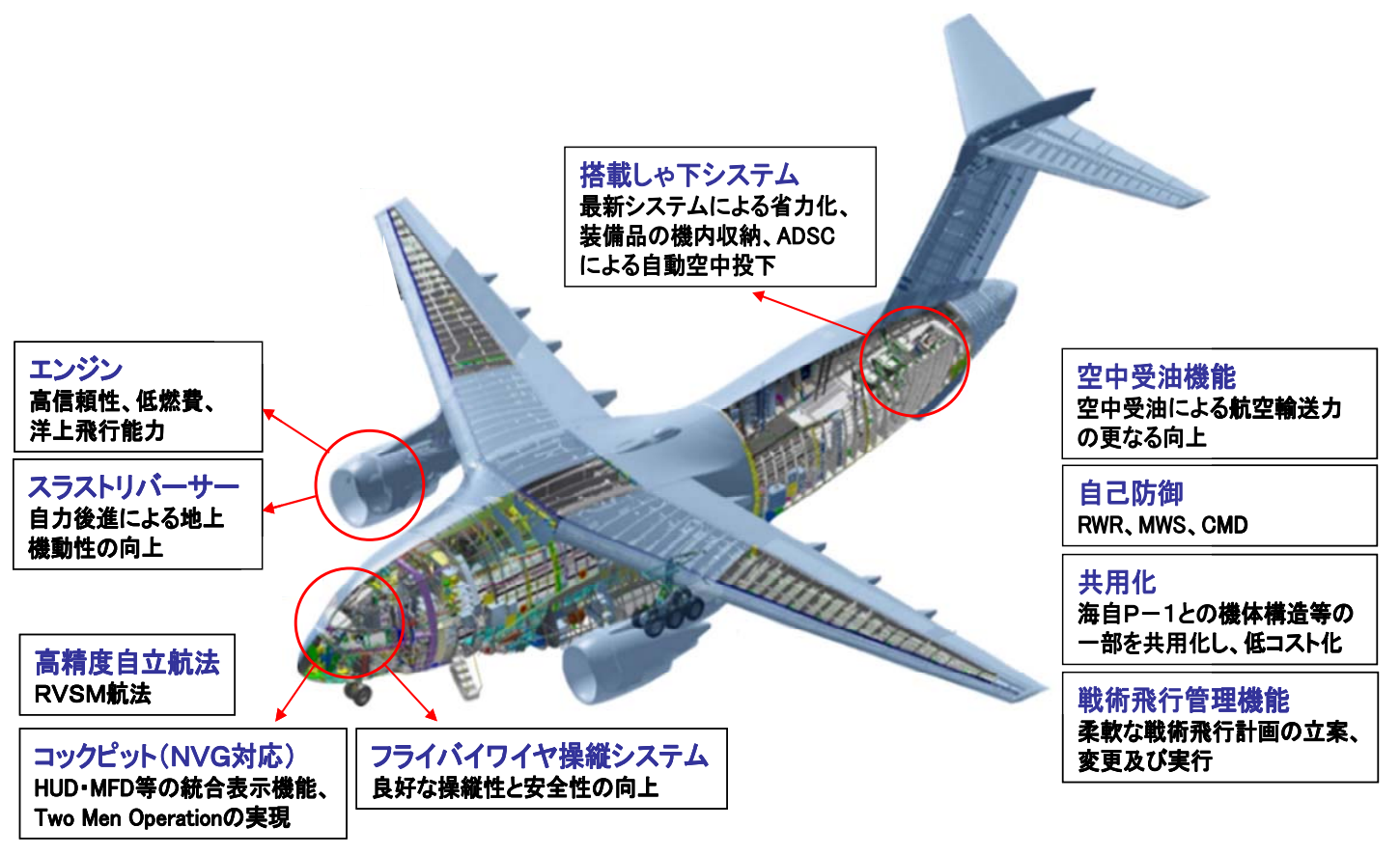
C-2輸送機の特徴

C-2は戦後日本が自主開発する機体としては過去最大のサイズとなる。機体はターボファンエンジン双発、主翼は高翼配置、尾翼はT字タイプ、胴体後部に貨物出し入れ口を設け、主脚は胴体下部にバルジ（膨らみ）を設けて収納する等、現行のC-1と同様の形式であるが、サイズ・性能共にC-1を凌駕しており、C-1と比較し全長は1.51倍、全幅は1.45倍、全高は1.42倍、空虚重量は2.96倍、最大積載量は3.0倍、最大速度は1.2倍、エンジン合計推力は約3.45倍となっている。また航続距離は、C-1が有効積載量2.6t搭載時に約1,700km、C-130Hは5t搭載時に約4,000kmなのに対し、C-2は20t搭載時に約7,600kmである。
C-2開発での基本的なコンセプトは、大搭載量・長距離航続・高速巡航である。C-1での航続距離不足は輸送任務において足かせになっており、C-130Hと共に搭載量も大きくはない。また、旅客機は早くから高速化に取り組んできたため、民間航空路は「高速路線」と化しているが、戦術輸送機は人員や荷物の空中投下が容易なように高翼配置が多く、旅客機に多い低翼配置に比べて、貨物室をできるだけ広く取るため胴体側面及び底面の補強のための張り出しなどが空気抵抗となり、高速化には不利である。加えて車両などの大型貨物を搭載するために断面積が旅客機より大きく、広い機内スペースを確保するためにバルジを設けて主脚を収納するために歪になった機体形状によっても空気抵抗が増えるため、高速巡航には向かなくなりがちである。
このような条件がある中でC-2には、ISO 40フィートコンテナを積んだセミトレーラを牽引車込みで搭載可能なスペースと高速巡航という相反する性能が求められた。これらの課題解決のため、C-2の主翼は胴体より上にあり、主翼桁が貨物室を圧迫しない配置になっている。これにより、例えばA400Mの貨物室高さが主翼部でそれ以降の4mより15cm低い3.85mに対し、C-2は全貨物室で4mの高さを確保している。なおこの主翼配置によって増大する空気抵抗は、主翼前後を大型のフェアリングで覆うことで抑えており、C-2の外見上の特徴となっている。また高速巡航のため主翼形状を遷音速領域に適応したスーパークリティカル翼型とし、エンジンもボーイング製やエアバス製の旅客機にも使われている大推力エンジンを採用した。

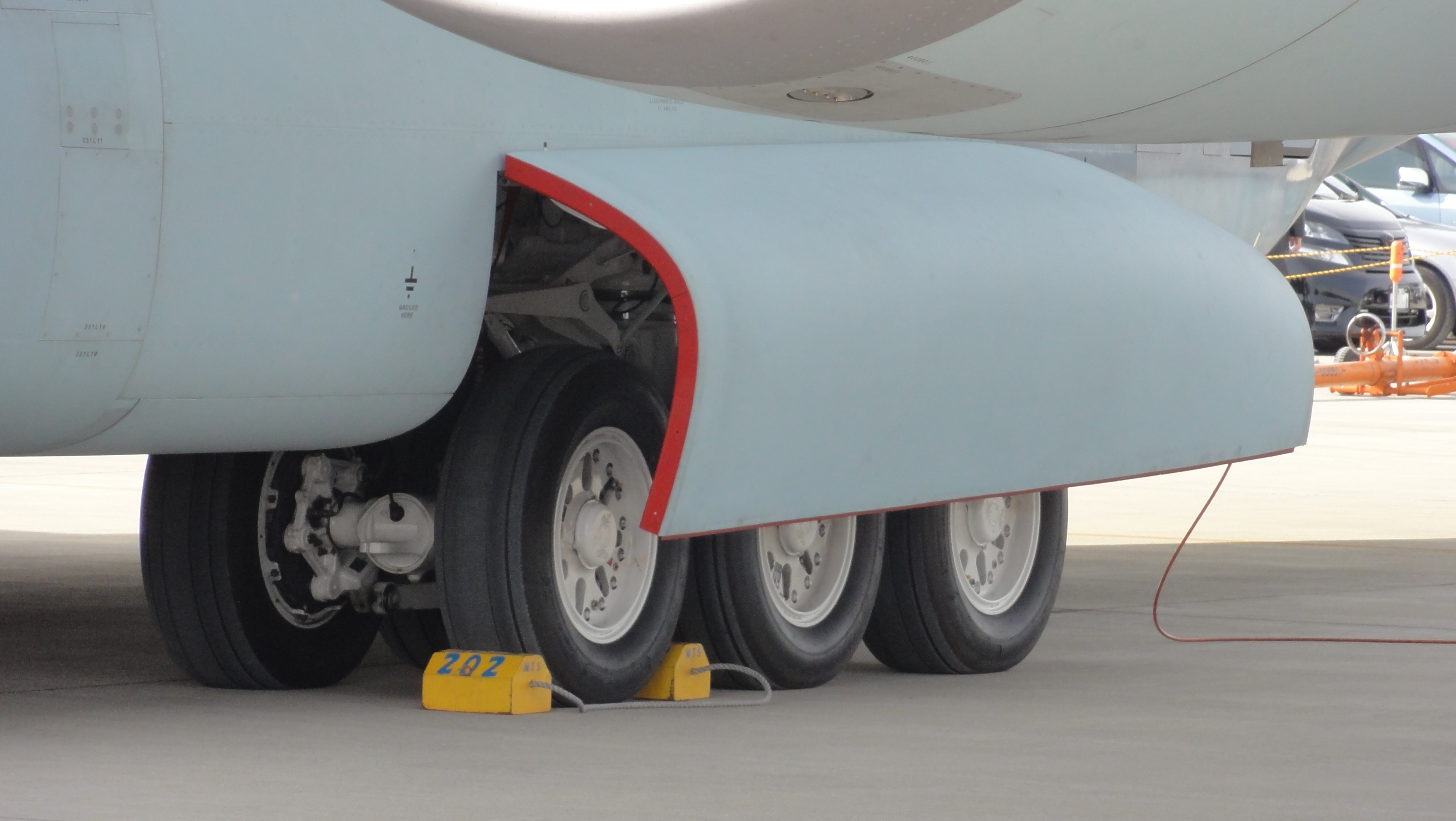
主脚

上記の通り機体サイズ・最大積載量・航続距離のいずれの点においてもC-1、更にC-130Hを大きく上回り、国際共同開発のエアバス A400Mに匹敵するが、ターボプロップエンジン推進のA400M、あるいは他のジェット輸送機に比べて巡航速度が速く、民間の旅客機並みの高亜音速で、民間の旅客機と同じ高度や航路を活用して目的地への迅速な輸送が可能となる。またC-1等より大型の機体であるが、スラストリバーサー搭載型大推力エンジンの搭載等によりC-1並みの短距離離着陸(STOL) 性能を維持しており、滑走路の短い地方空港への輸送にも運用できる。一方で開発コストを抑えるため不整地での運用能力は要求されなかったが、強度上では運用可能とされており、非舗装滑走路で2020年3月に地上走行試験、10月に地上滑走試験、11月に離着陸試験が行われた。
機体形状はC-1同様、曲線を多用したものとなっている。胴体後部の貨物扉は平たい形状で、C-1が観音開き扉を備えていたのに対し、XC-2ではそのままローディングランプとなる。降着装置は主脚が片側6輪ずつ12輪の車輪を持つ。主翼前縁にスラットを装備、フラップカウリングは片側に4ヶ所ある。垂直尾翼の方向舵は2分割式で、後縁はアンチバランスタブの役割も果たす。水平尾翼は全遊動式で、さらに後縁に昇降舵を持つ。機首には航法・気象レーダーを搭載。レーダードームの左右横と機体後部にはミサイル警報装置 (MWS) とレーダー警報受信機 (RWR) のセンサーを備える。編隊飛行時に点灯する編隊灯は、後部側面と垂直尾翼に設置される。上部には空中給油口を備えており、空中受油が可能である。機体下部に大きく張り出した主脚バルジに補助動力装置 (APU) を持つ。ペイロード搭載量の増加により、大型の手術車や装輪装甲車などの空輸も可能となり、災害や有事の際の実用性が増す。後部空挺扉にはデフレクター（風除け）が追加され、空挺部隊降下の際の安全性が高められている。前部胴体、水平尾翼には川崎重工が開発した軽くて強く、低コストの航空機用炭素繊維強化複合材料「KMS6115」を採用している。
同時に開発されたP-1哨戒機とは、機体では操縦席風防、主翼外翼（全体の3分の1）、水平尾翼、システムでは統合表示機、慣性基準装置、飛行制御計算機、APU（補助動力装置）、衝突防止灯、脚揚降システムコントロールユニットの共通化を図り、機体重量比で約15パーセントの共通部品、搭載システム品目数で約75パーセントの共通装備となっており、これにより、開発費を290億円程度削減できたとしている。一方、P-Xはフライ・バイ・ライトや国産エンジンなど新技術を採用しているのに対し、C-Xは運用が確立された操縦系・エンジン系を採用して将来の民間転用を考慮している（後述）。
機体の配色は、試作1号機（#201）は白地に赤いストライプと胴体下面が灰色の、技本試作機の標準色であるが、試作2号機および量産機は青みがかった灰色中心の迷彩色である。また海外派遣時には、C-130Hに採用された水色一色のような、特別迷彩が施される可能性もある。
2015年には量産型を使用しての積雪時離陸滑走試験を成功させるなど、主力輸送機としての地位を盤石な物にしつつある。
機体の開発・試作では、三菱重工業が中胴・後胴・翼胴フェアリング、富士重工業（現SUBARU）が主翼を分担し、日本飛行機も参加した。試作時に三菱重工業が担当していた中胴を量産機製造からは川崎重工業が、ランプ扉、バルジ、翼胴フェアリングを日本飛行機が担当している。システムでは、搭載レーダーは東芝、管制装置は神鋼電機（現シンフォニア テクノロジー）、自己防御装置は三菱電機、空調装置は島津製作所、脚組み立ては住友精密工業など、国内大手企業が参加している。

### 機内

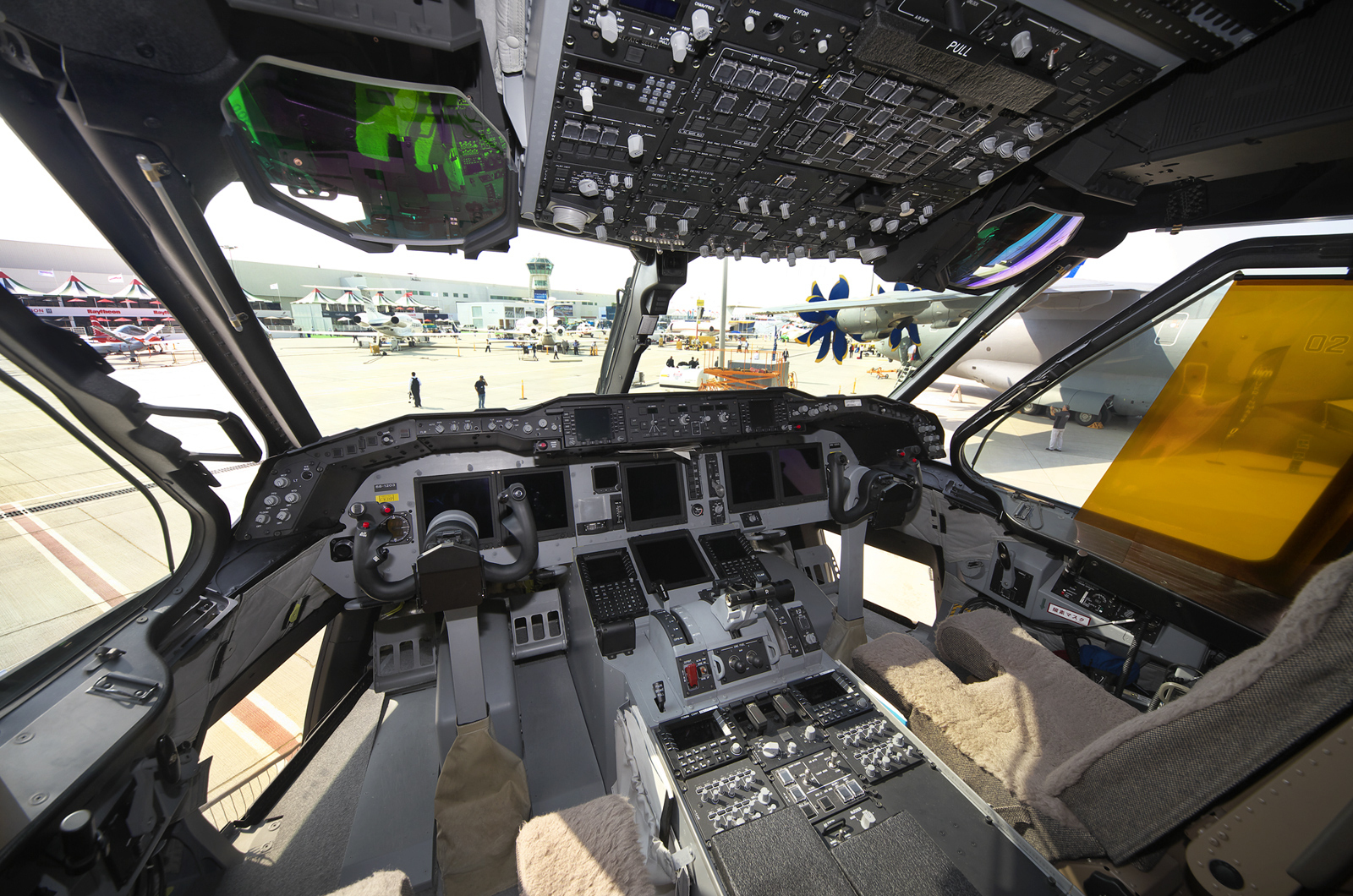
コックピット

コックピットはP-1と同じく大型液晶ディスプレイを6台と HUD（ヘッドアップディスプレイ）を備えたグラスコックピットを採用した。戦術輸送飛行管理システムにより、低空飛行の際、操縦席のヘッドアップディスプレイ画面に飛行経路が誘導表示される他、経路上の脅威も示唆し、その回避経路を表示することで生存性の向上を図っている。NVGにも対応している。機体の大型化により操縦席の位置も高くなり下方の視界が悪化したため、操縦席の足下外側に窓が設けられた。また斜め上にも小型の窓が設けられている。
哨戒機であるP-1はセンサーや電子機器へのノイズを抑えるため光ファイバーを使用したフライ・バイ・ライトを採用し、機外の監視が多いためコックピットは機上整備員（航空機関士）を含めた3名体制となったが、輸出を考慮した輸送機であるC-2では信頼性を重視したフライ・バイ・ワイヤ (FBW) 方式を採用、コックピットを2名体制としたためP-1とはスイッチのレイアウトが若干異なっている。

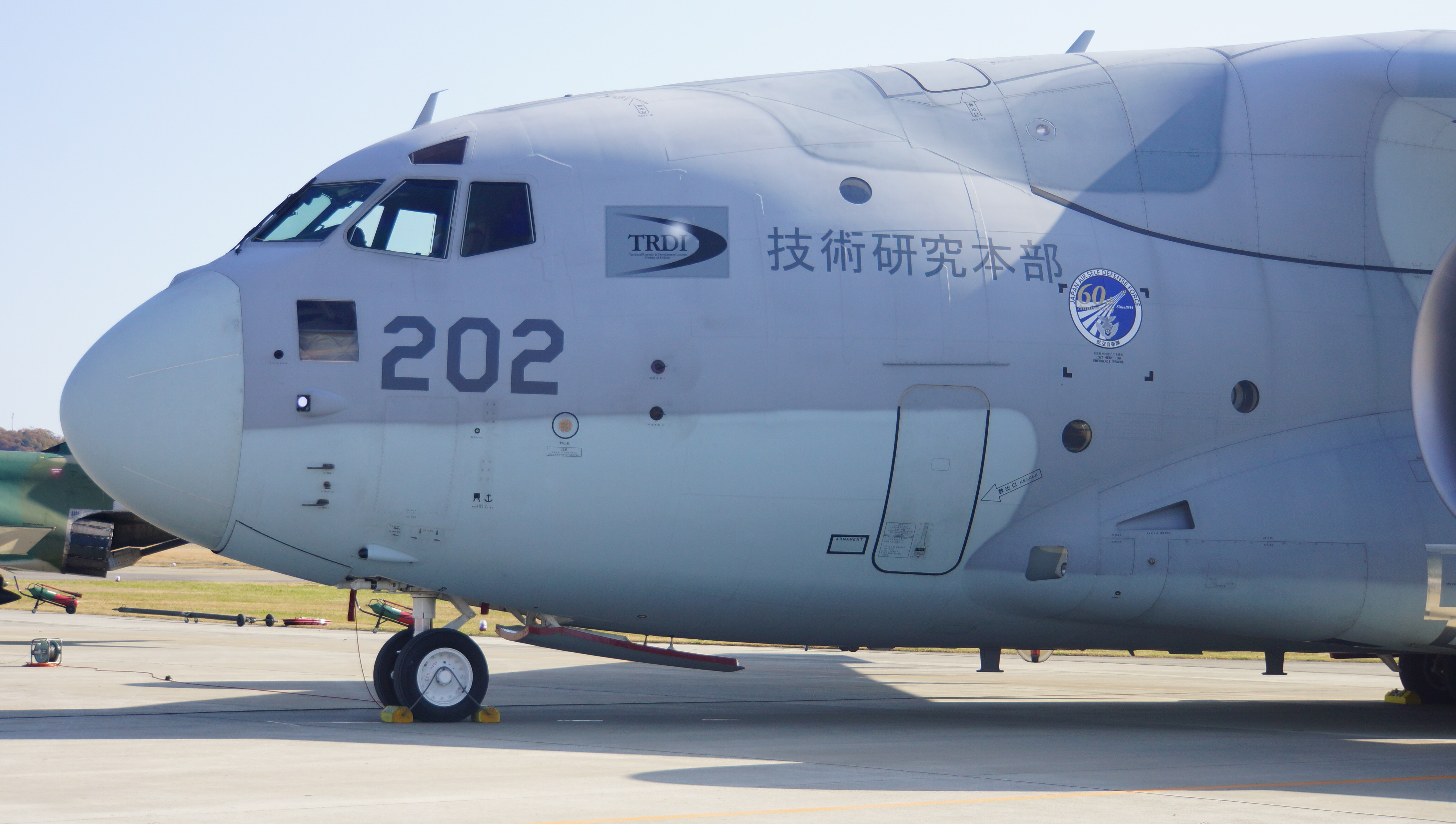
機首・コックピット部
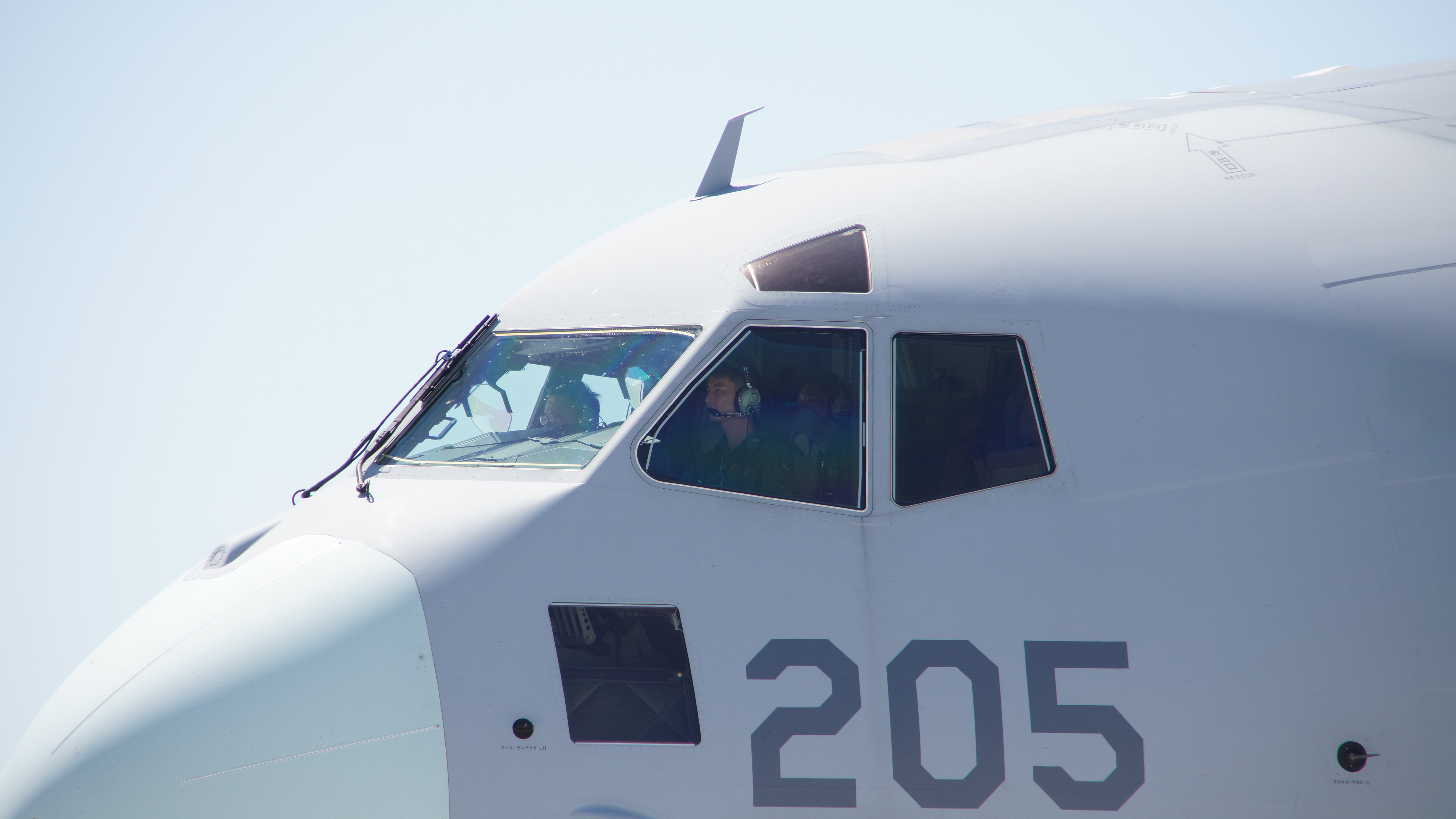
コックピット上部と下部の窓

C-1では貨物室の上部に動翼のワイヤが露出していたが、C-2ではケーブル類は全て格納されている。
貨物のバランスを検知する重量センサーや監視カメラ、陸上で積み降ろし作業を効率化するため省力化搭載卸下システム、降下する隊員への指示などに使用する電光掲示板など任務を補助する機能が搭載された。これらの機能は貨物室前方のロードマスター（空中輸送員）席でコントロールできる。
標準的な463L貨物パレットに積載された物資を輸送する場合は8枚が搭載できる。

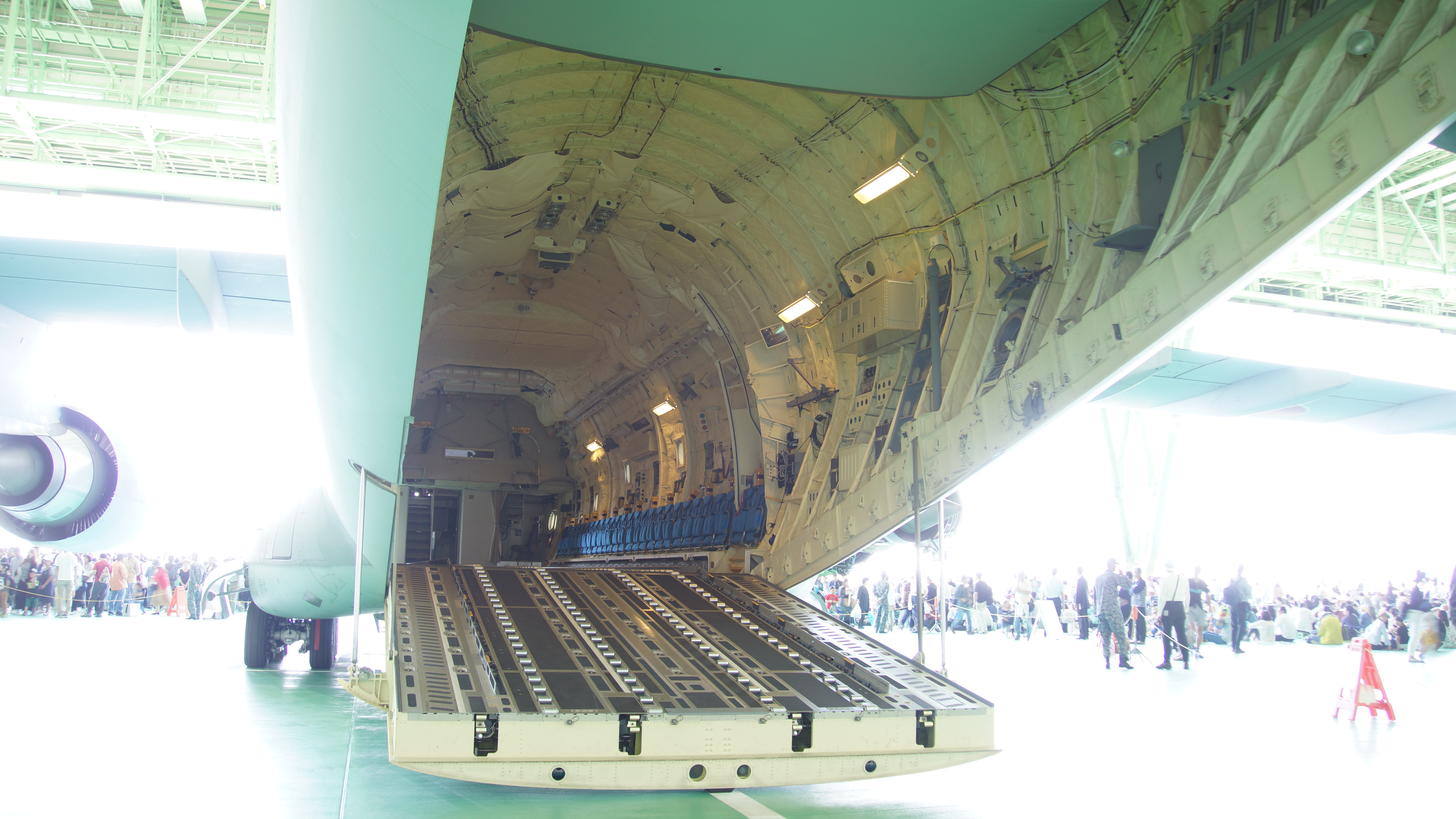
貨物室
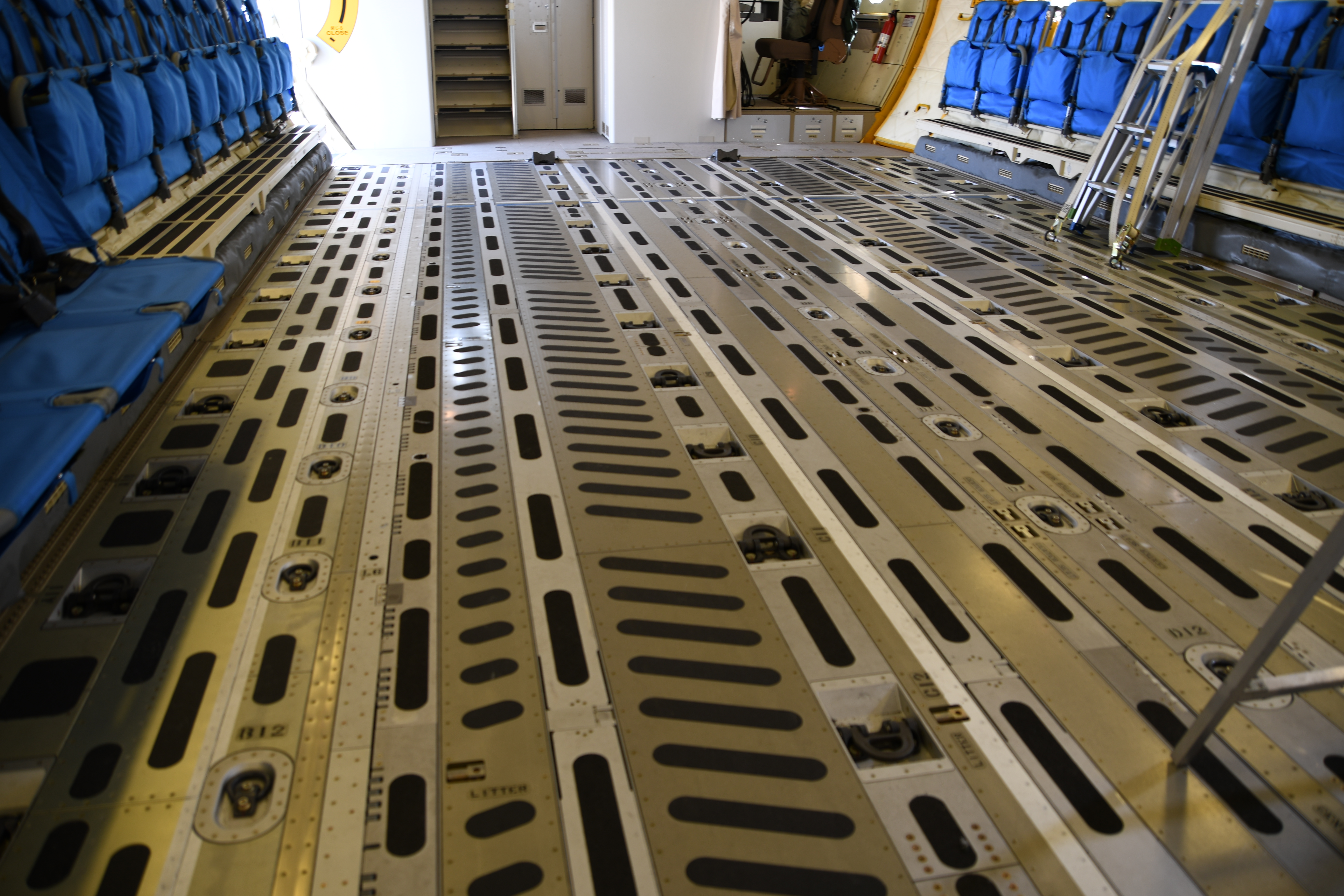
貨物室床
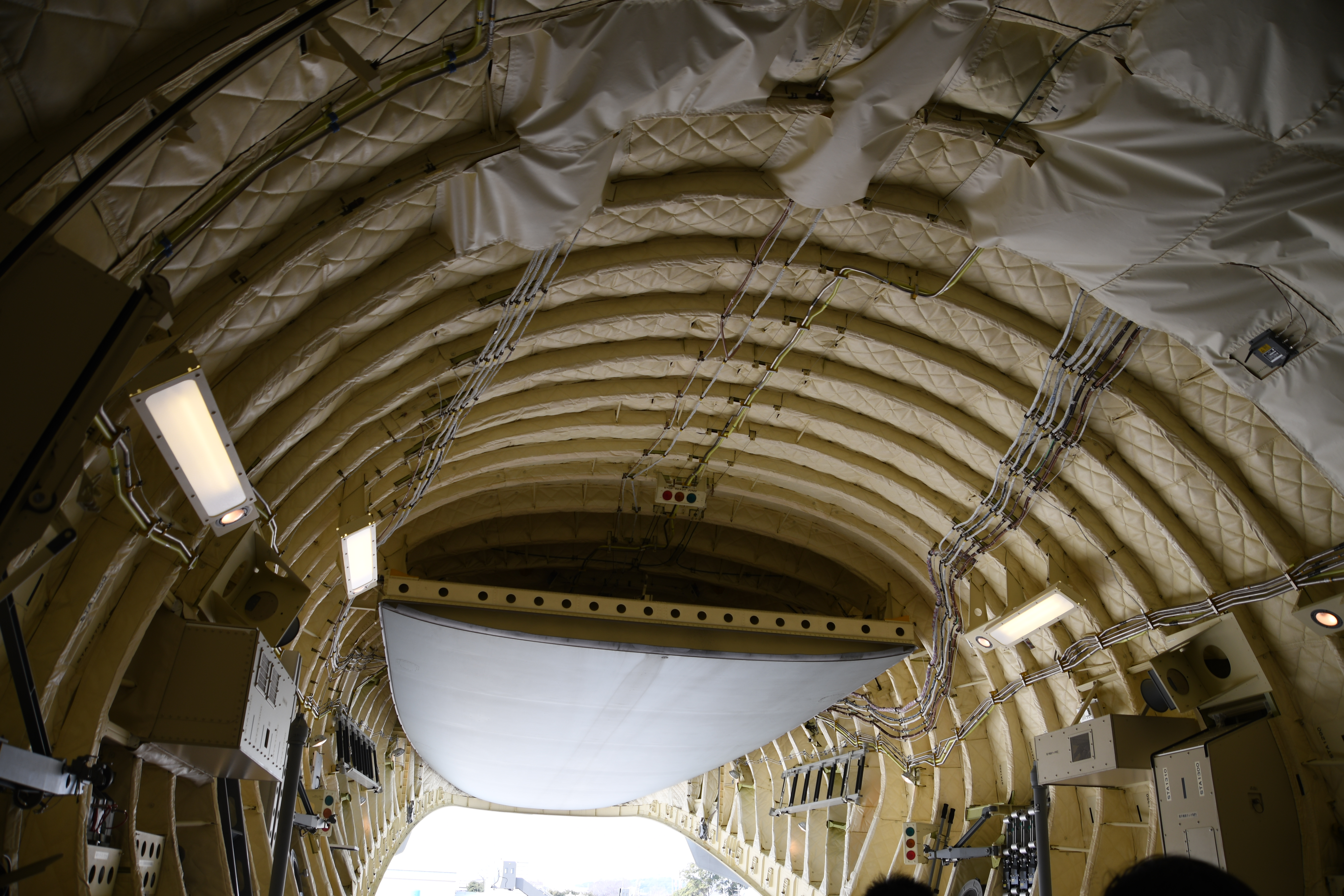
貨物室天井とカーゴドア
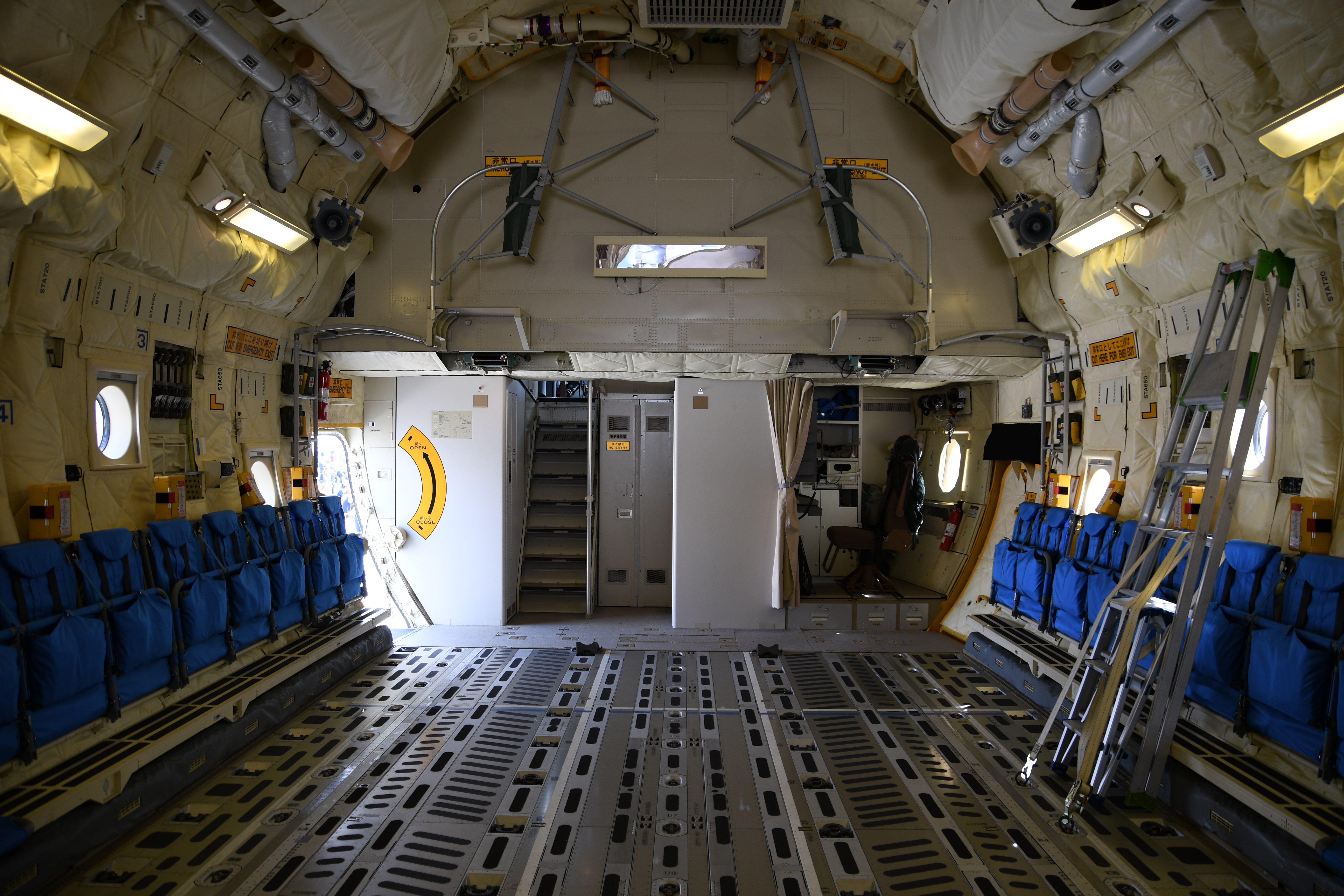
貨物室前方のロードマスター席
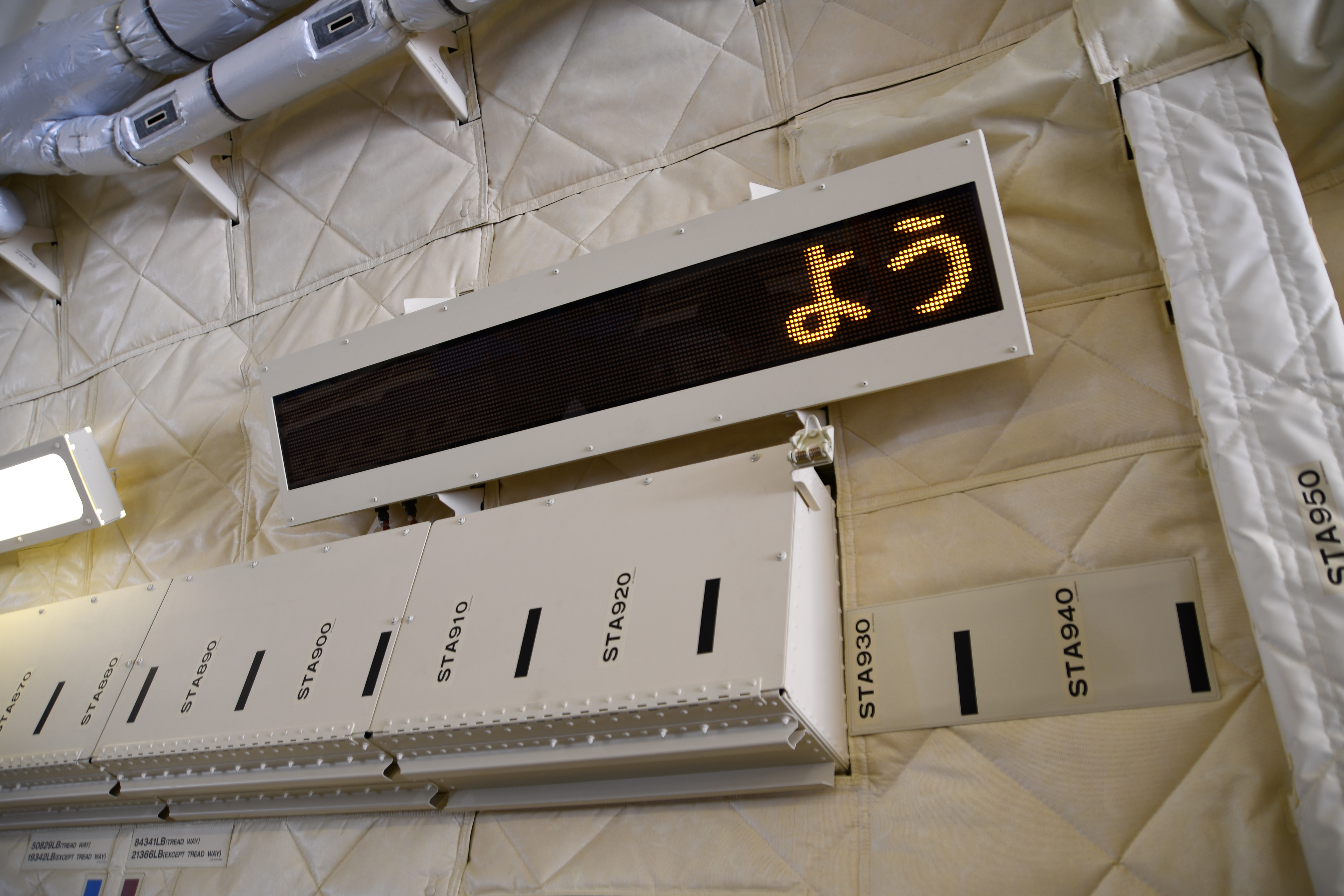
貨物室の電光掲示板

長時間の任務に備え、操縦席後部には仮眠用の2段ベッドの他、冷蔵庫や電子レンジを有するギャレーが設けられた。トイレは乗員が多くなるため民間旅客機と同等の設備が2カ所用意されている。

### エンジン

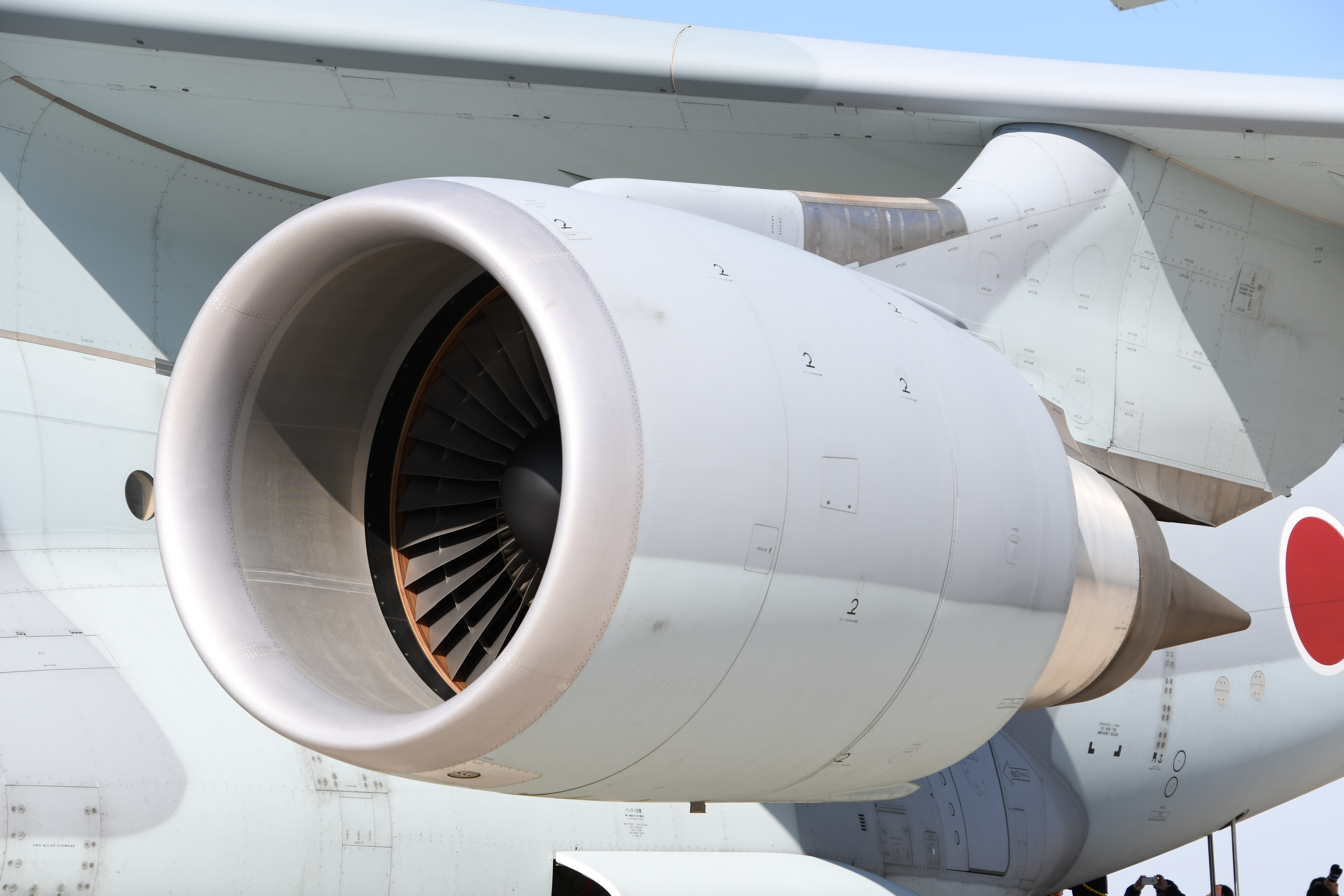
C-2に装備されたCF6-80C2K1F ターボファンエンジン

装備するジェットエンジンは防衛庁が2002年（平成14年）からロールス・ロイス（トレント500）、ゼネラル・エレクトリック(CF6)、プラット・アンド・ホイットニー（PW4000）の3社からの提案を検討した結果、2003年（平成15年）8月にゼネラル・エレクトリック（GE）のCF6-80C2K1F型エンジン（推力:22,680kg）とナセルシステムを採用した。
このエンジンの選定にあたっては、当時すでに航空自衛隊に導入されていたボーイング747-400（初代政府専用機）、E-767、KC-767が同一のエンジンを採用しており、整備面で都合が良いことから決定されたと思われる。海外でも民間で広く普及しているため、渡航先での整備拠点もあり、また日本国内の航空会社もボーイング製の機体と共に、同系統のエンジンを600基以上採用しており、形式は新しくはないが、信頼性の高さと国内での運用経験も選定の根拠とされている。
エンジンは防衛省が商社山田洋行（官庁が営業年数や年間平均売上等から算出する企業格付け（A〜D）でAランク）を随意契約で代理店としてGE社から購入し、機体を組み立てる川崎へ官給されることになっており、2004年（平成16年）度と2005年（平成17年）度に5基が納入された。しかし、山田洋行の経営陣が株式をめぐって分裂し、GEエンジン担当者を含む約30名が2006年（平成18年）9月に日本ミライズ（同Dランク）を設立。GEは2007年（平成19年）7月に山田洋行との契約を解消して、日本ミライズを代理店とした。XC-2エンジンについては、防衛省は試作機用予備エンジン1基について、官製談合事件の余波により随意契約を見直し、同年8月に日本ミライズ以外の数社に競争入札させたが、条件（GE代理権を有し、かつランクがA〜C）を満たす業者がないため不調に終わった。2回の不調後は任意の業者と随意契約が可能となるため、日本ミライズと随意契約を結ぶことを検討していたが、当時の守屋武昌防衛事務次官と宮崎元伸日本ミライズ社長との癒着が当初から省内で疑惑化しており、守屋武昌事務次官が8月末に退官した後は、具体的に進められず、守屋武昌事務次官と宮崎元伸元日本ミライズ社長は逮捕され、防衛省は山田洋行・日本ミライズとの取引を停止した。その後、代理権は2007年に双日に移行し、2019年現在はGEアビエーション・ディストリビューション・ジャパンが契約相手方になっている。

## 調達と配備
当初は2011年（平成23年）度以降にC-1の減数が始まることに合わせ、中期防衛力整備計画（平成17年度〜21年度対象）で、4機のKC-767（空中給油・輸送機）と共に、8機程度が調達される予定で、量産1号機（通算3号機）を2008年（平成20年）度予算で計上する予定であった。しかし次期戦闘機の選定が先送りとなり、当初より多くのF-15J近代化改修のための予算を確保する必要が生じたため、C-Xの予算要求は1年見送られ、さらに開発の遅延により、2009年（平成21年）度と2010年（平成22年）度予算での調達も見送られた。
2010年12月に、中期防衛力整備計画（平成23年度〜27年度対象）で10機が整備される予定であることが発表され、同月の2011年（平成23年）度防衛予算政府案決定概要において初めて2機の予算が計上され、2013年（平成25年）度以降に配備されることになった。調達総数はC-1を完全に置き換えるためC-130Hとの兼ね合いもあるが、20数機から40機となる見通しで、国際平和協力業務や国際緊急援助活動にも運用される。
航空幕僚監部では、電子情報収集（ELINT）機として使用している4機のYS-11EBの後継として、改造機を4機程度購入することも検討している。またC-1をベースにした電子戦訓練支援機EC-1も、C-2派生型で置き換えることが検討されている（#派生型を参照）。C-1試作1号機である試験機C-1FTBについては、2018年1月現在は後継機の計画が無い。C-2とKC-767の導入により、C-130Hの一部は余剰となり空中給油機能を付与される予定だが、更新時期の来る非改修のC-130HをC-2で置き換えるかは、機種の統一が戦略に与える影響を考慮して検討される。
2018年にはエンジンの価格上昇や加工費レートの上昇、円安によりコストが増加し、量産へ移行しているにもかかわらず1機あたりの価格が上昇していることが財政制度等審議会で指摘され、コストパフォーマンスが高い機種への変更も検討すべきとの注文もついた。
2018年末に、計画では25機の調達予定であったが、価格高騰により22機に減らすことで防衛省と財務省は合意した。

### 調達数
| 予算計上年度         | 調達数   |
| -------------------- | -------- |
| 平成23年度（2011年） | 2機＋2機 |
| 平成24年度（2012年） | 2機      |
| 平成26年度（2014年） | 2機      |
| 平成29年度（2017年） | 3機      |
| 平成30年度（2018年） | 2機      |
| 平成31年度（2019年） | 2機      |
| 令和3年度（2021年）  | 1機＋1機 |
| 令和5年度（2023年）  | 2機      |
| 合計                 | 19機     |

### 保有数と配備部隊
2025年3月末時点の保有数は試作機を含めて17機である。
- 飛行開発実験団
  - 飛行実験群（岐阜基地）
- 第2輸送航空隊
  - 第402飛行隊（入間基地）
- 第3輸送航空隊
  - 第403飛行隊（美保基地）
- 航空戦術教導団(電波情報収集機RC-2)
  - 電子作戦群（入間基地）

## 運用
平時は自衛隊基地間の業務輸送、陸上自衛隊の空挺部隊に対する訓練支援などの任務に充てられているほか、第403飛行隊所属機は島根県の隠岐島からの急患空輸も実施している。
また、これまでに複数回国外運航も実施している。2021年には、アフガニスタンの政変（カーブル陥落 (2021年) 参照）に伴う在アフガニスタン・イスラム共和国邦人等の輸送に、第403飛行隊に所属する1機が、資機材及び人員輸送のため派遣された（詳細は同記事参照）。また、2022年1月には、海底火山の大規模噴火で被害を受けたトンガでの国際緊急援助活動に第403飛行隊所属の2機が緊急支援物資の輸送のために派遣され、同年3月にはロシアによる侵攻を受けたウクライナを支援するため、第403飛行隊所属機1機が支援物資を搭載し周辺国ポーランドへ派遣された。更に5月から6月にかけて、UNHCRからの要請により、UAE・ドバイにある備蓄倉庫に保管中の毛布やランタンなどの救援物資をウクライナ難民を受け入れている隣国ポーランドなどに輸送する任務に就いた。
この他にも自衛隊が国外で実施される他国との演習に参加する際にも、人員、物資の輸送支援を行っている。

## 輸出
武器輸出三原則から防衛装備移転三原則への移行に伴い、C-2は海外への売り込みが行われている。川崎は2016年にC-2の輸出を目指す「大型機輸出プロジェクトチーム」を立ち上げた。これは営業や設計に精通するエンジニアら約20人で構成され、専門組織により外国政府のきめ細かい需要調査を進める。アラブ首長国連邦や西側諸国など複数の国が関心を示しているという。
政府関係者の中には価格が高いことから輸出は難しいという意見もある。
競合機としてはエアバス A400Mが同価格帯である。速度はC-2が上であるがA400Mは不整地に対応しているとされ、複数国での運用実績がある。
 アラブ首長国連邦
次期輸送機の導入を検討しており有力な売り込み先であるが、競合機のA400Mも提案されている。
2016年6月に空軍司令官のアルアラーウィ空軍少将が岐阜基地を訪問し、C-2に試乗し、C-2輸送機やP-1哨戒機を含む防衛装備・技術協力への関心を表明した。2017年8月27日の日経新聞は、政府が輸出する検討をしており、同国の要請を受けて輸送性能などの情報提供を既に始めたと報じている。これを受けて、2017年11月に開催されるドバイ航空ショーへの参加が報じられており、国外に於ける展示はこれが初である。
不整地での運用能力を求めていることから、2020年11月に追加試験を実施した。
 ニュージーランド
2017年1月3日付けの日経新聞はニュージーランド空軍が保有するC-130H 5機の後継としてC-2導入をめざした交渉を開始したと報じた。また空軍のP-3Kの後継としてP-1も同時に売り込まれていた。日本政府はニュージーランド政府の求めに応じ、昨年9月に基本性能について、機密部分を除いた情報提供を行い、防衛省と川重の担当者が現地で交渉している。2017年前半にも要求を踏まえて、価格や製造・管理・修理に関する事業計画を提案し一部の部品は共同生産も検討するという。
しかし後にニュージーランド国防部のスポークスマンは、このような訪問は受けておらず、「日本政府や川崎重工業との交渉には関与していない」と述べ、今年の航空機の交換についての決定はないだろうと指摘しこの報道を否定した。
その後、2017年にP-3Kの後継がP-8Aに、2019年6月にはC-130Hの後継がC-130Jにそれぞれ決定した。

## 派生型

### 民間輸送型
川崎重工では2007年（平成19年）7月に、C-Xの機体フレームを利用した超大型貨物用高速民間輸送機「YCX」を開発し、民間向け貨物航空機事業に進出する方針を固めた。すでに2006年（平成18年）7月に、ファーンボロー国際航空ショーにおいて提案し、ある程度のスペックも公表した。それによると、機体の規模はほぼ変わらない（貨物室両脇にある座席、空挺降下ドア、MWS/RWR/CMDで構成される自機防御システム、編隊維持装置等が民間フレイターには不要）が、最大積載量は37.5t、37tでの航続距離は5,600kmというものだった。（オーバーサイズカーゴの好例である航空機エンジンで最も重いGE90-115B×2基の積載重量は16.4tとなり、この場合の航続距離で8,000km程度に相当する）川崎が狙う市場は積載量40t以下の中小型機で、大型セミトレーラーやトラックそのものを積めるなどの規格外積載能力が高いとして、旅客機を転用したボーイングやエアバスの機体に対抗する。開発に当たっては、XC-2が採用する各種の国産装備は型式証明等で必要な費用などを見た上で、YCXで引き続き採用するか検討し、また、製造や点検修理整備をアウトソーシングするかどうかは、費用と国内産業育成を天秤にかけて検討するなどとし、XC-2の機体をほぼそのまま民間向けへの改修が開発の主体となる。
防衛省からも検討資料が公開されているがファーンボローで川崎が出展した4枚のパネル/パンフで既にイメージは明らかにされており、空自での運用よりも滑走距離の制限を緩和することで最大離陸重量を設計限界までだした提案である。航空会社側がAn-124/Il-76/L-100の後継機候補と見ていることや、An-124では過大な需要にYCXが適していると製造者が考えていることも見て取れる。これによって同クラスの戦術輸送機（A400M/An-70/Il-76）とそれらを上回る高速性能は維持したままで同水準にまで航続距離とペイロードを引き上げており、更に日本の特殊な事情（タイトな航空路、空自基地間定期便での少量貨物の多頻度輸送、予算抑制のための運用性と取得性を考慮）により、数ある軍用貨物輸送機が民間での採用実績が乏しいエンジンを採用している（特にターボプロップ機はその傾向が強い）のに比べて、エンジンが民間で多数採用され運用実績を積み重ねているCF6-80C2を採用している点で優れており、また最大の優位点は高速度なため、いわゆる民間航空路線を使用可能ということである。これらにより結果として民間での導入に対するハードルを下げる機材となった。この特殊な優位性は、そもそも戦術貨物輸送機にターボファンエンジンを導入するという思想が世界に少ないという点から派生してきているが、併せて民間旅客機改造型フレイターに対しては4×4×16mの貨物室へ後部ランプから容積ギリギリの規格外貨物を収納可能な軍用カーゴシップとしての特徴を併せ持つ規格外貨物への対応能力が最大のセールスポイントである。
また、ランプの位置が低いことも民間フレイターには無い特徴であり、リフトローダーの様な特殊な積み降ろし機材を必要としないメリットがある。しかも同等フレイター（同クラスエンジン機材は767-300FやA300-600F）が、LD3コンテナ40個程度積載能力であるのに対して同36個積載（高い荷室高を生かして2段積みオプション：展開式の架台を使い最後部用には揚降機能可能、機内クレーンシステムオプションは2条のレールに4本のクレーンを装備）の一般貨物輸送能力も保持している。
規格外貨物の積載においては、イリューシンのIl-76余剰中古機（200機規模）によって市場が拓かれているが、昨今の航空不況により、運行費の安い新規双発機（777、787等々）は現在大量に発注されており、その航空機のエンジンのサイズ自体が大直径化している（現在の主要航空機エンジンは概ね747Fでしか輸送できない）のを初め大きく市場規模が拡大しつつ有る。また、戦術輸送機故の小規模空港での好運用性（747で車輪当たり重量18-23t、767で14-18t、巨大機A380で26tなものが、XC-2は10t）も滑走路面強度上の優位点である。
自衛隊機の民間転用は初めてで、防衛省や経済産業省も支持する方針とされ、2007年7月4日付け日経新聞によれば、防衛省経理装備局航空機課課長も「民間転用については、データ提供などで可能な限り協力する」としている。また転用の際には川崎も相応の負担をすることを希望している。
民間機仕様については、日本国外への輸出も検討されており、国内外の航空貨物大手に売り込む計画で、2012年（平成24年）の事業化を目指す。今後20年間のオーバーサイズ・カーゴ搭載機の需要の伸びは航空貨物需要の伸びの倍であると期待されており、近々旧ソビエト機の経年が問題になるので更新需要が見込まれる。
しかし需要予測調査の結果、販売期間を30年に設定した場合でも、その需要はわずか約90機（CIS地域35機、北米23機、アフリカ20機、中東12機、欧州1機）に留まるとの厳しい結果が出ている。また1ドル80円で試算した場合、30年間で90機を販売したとすると、1000億円規模の借入金が発生する見込みで、そのブレークイーブンには20年以上もの期間を要することも明らかになった。
2016年の国際航空宇宙展において川崎の担当者は「YCX」はコストが高くなるといった理由から提案を中断していることを述べた。
2017年1月19日、民間転用を事実上断念したことが日経ビジネスの取材により判明した。航空法による型式証明取得の困難さが原因として挙げられている。
YPXとは別に日本航空機開発協会（JADC）では、平成14年（2002年）度よりP-XおよびC-Xを民間旅客機（100席〜150席クラス）へ転用するための開発調査を行った（ただし、P-1の民間転用は改造するにしてもエアバス・ボーイングの既存機材と被るので製造者である川崎では慎重な姿勢と上記Wing Diaryの記事にあり）。

### 電波情報収集型（RC-2）

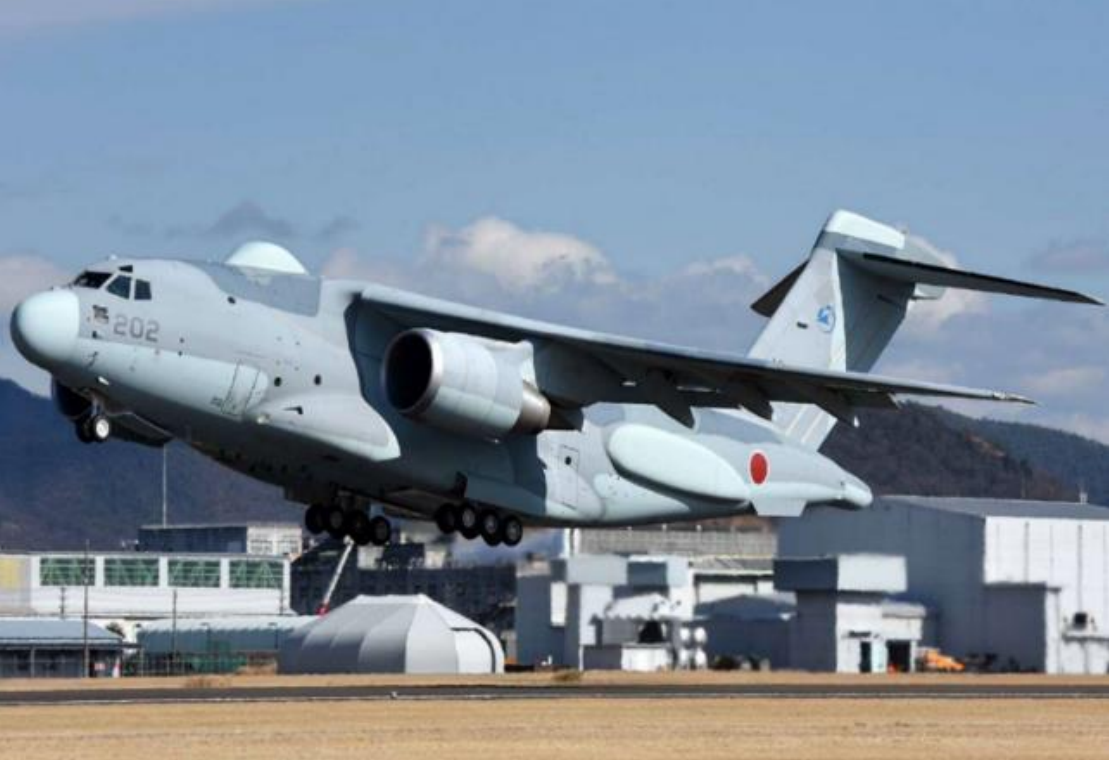
電波情報収集機 RC-2

航空幕僚監部では、4機のYS-11EB電子測定（ELINT）機の後継機として、C-2を改造母機とする研究を行っている。技術研究本部でも当初から電子戦任務への適合性を視野に入れた開発を進めており、システムを搭載した後継機は、YS-11同様に4機程度が調達される予定である。電子戦システムには技本が開発している「将来電子測定機搭載システム」（ALR-X）が採用される事になる。
このシステムは、
- 広帯域で高感度のデジタル信号処理が可能な受信方式
- マルチビーム機能を有し、ビーム形状の制御や偏波面の計測が可能なDBF（デジタル・ビーム・フォーミング）アンテナ方式
- 瞬時に変化する複雑な信号について素早く分析できる能力
- システムのモジュール化により、進歩した要素技術を組み込めること
- ソフトウェア受信技術により、ソフトウェアを入れ替えることで各種変調方式に対応
- マルチビーム化と受信機多チャンネル化による多目標同時収集
- データリンクや衛星通信などとの連接による航跡情報の活用および収集データのタイムリーな報告

などを特徴としている。2015年に機首のレドームが大きくなり、機首下にアンテナ、前部胴体上面、後部胴体側面および上面、垂直尾翼上部、胴体尾部に各種送受信アンテナを収納したドーム/フェアリングを装備して、貨物室内に受信装置、信号処理装置、表示装置を搭載した予想図が公開され、2018年2月8日には、試作2号機を元にした改修機が岐阜基地で初飛行している。
2020年10月1日、電波情報収集機RC-2(18-1202)が入間基地に正式配備された。
なおP-1も電子情報・画像情報偵察型や早期警戒型など派生型の研究が行われている。

### スタンド・オフ電子戦型
スタンド・オフ・レンジ(妨害対象の脅威の対処可能圏外)から電波妨害を行う機体である。C-2をベース機として開発される。2020年度に開発事業が開始され、防衛省では4機の取得を目指している。
事業として達成すべき目標としては「ア　データリンク妨害技術の確立」「イ　マルチ電子戦プラットフォーム技術の確立」「ウ　開発コストの低減」が挙げられている。先行する技術研究・関連事業としては「戦術データリンク妨害用送受信技術の研究」、戦闘機搭載型電子妨害装置、J/ALQ-5(ECM装置)、次期機上電波測定装置があり、これらの成果を活用する。
電子戦機は一般に極めて秘匿度の高い装備品であり、自衛隊の要求を満たす先端的な海外同等装備品の導入は極めて困難とされる。同時に電磁波領域は戦略・戦術面で重要視されていることもあり、本機の開発が決定された。事業は2段階に分かれ、2020-2026年の第1段階と2023-2032年の第2段階が予定されている。

## 事故
2017年6月9日、C-2「78-1205」が訓練を実施するため滑走路へ向かっていた際に逸脱、美保飛行場の滑走路が閉鎖される事故が発生した。同月21日、防衛省は原因として機体の速度や姿勢を確認する慣性基準装置の作動前にパイロットが機体を始動したため、装置は機体が高速で移動していると誤認識した状態となり、保護機能が作動して操縦桿の操作などができなくなったと発表した。

## 性能・主要諸元
出典: 防衛装備庁・航空自衛隊を基本に、川崎重工業、防衛産業委員会特報等のデータで補足
諸元
- 乗員: 3名（操縦士2名・ロードマスター（空中輸送員）1名）、2〜5名（補助席）+110名（貨物室）[101][52]
- 全長: 43.9 m （144 ft）
- 全高: 14.2 m （46 ft 7 in）
- 翼幅: 44.4 m（145 ft 8 in）
- 翼面積: 240 m2 [47] （2,580 sq ft）
- 貨物室: L15.65×W4×H4m [100] ランプ長5.5m
- 翼型: 高翼機
- 空虚重量: 69 t [47][100]
- 有効搭載量: 32 t（2.5G）、36 t（2.25G）[49]
- 基本離陸重量: 120 t [102]
- 最大離陸重量: 141 t [103][100]
- 動力: GE・アビエーション CF6-80C2K1F ×2 ターボファンエンジン、22,680 kg （50,000 lb）  × 2 [104]

性能
- 最大速度: マッハ 0.82 [101]
- 巡航速度: マッハ 0.81  [100]
- 航続距離: 9,800km/0t、7,600km/20t、5,700km/30t[49]、5,300km/32t[47]、4,500km/36t[49]
- 実用上昇限度: 13,100 m [100] （43,000 ft）
- 着陸滑走距離: 2,300 m [47] （7,400 ft ※最大離陸重量時）
- 最短離陸滑走距離: 500 m [52][105]

武装
- なし

### 比較
|                  | C-2                                                    | A400M                                    | C-17                                | Y-20          | C-130J                              | KC-390                                                 | An-178                                     | Il-276                                    |
| ---------------- | ------------------------------------------------------ | ---------------------------------------- | ----------------------------------- | ------------- | ----------------------------------- | ------------------------------------------------------ | ------------------------------------------ | ----------------------------------------- |
| 画像             |                                                        |                                          |                                     |               |                                     |                                                        |                                            |                                           |
| 乗員             | 3名                                                    | 3-4名                                    | 2-4名                               | 3名           | 3-6名                               | 2名                                                    | 3名                                        | 2名                                       |
| 全長             | 43.9 m                                                 | 45.1 m                                   | 53.0 m                              | 47.0 m        | 29.79 m                             | 35.20 m                                                | 32.95 m                                    | 33.2 m                                    |
| 全幅             | 44.4 m                                                 | 42.4 m                                   | 51.8 m                              | 50.0 m        | 40.41 m                             | 35.05 m                                                | 28.84 m                                    | 30.1 m                                    |
| 全高             | 14.2 m                                                 | 14.7 m                                   | 16.8 m                              | 15.0 m        | 11.84 m                             | 11.84 m                                                | 10.14 m                                    | 10.0 m                                    |
| 空虚重量         | 69.0 t                                                 | 76.5 t                                   | 128.1 t                             | 100 t         | 34.25 t                             | 51 t                                                   | ―                                          | ―                                         |
| 基本離陸重量     | 120 t                                                  | ―                                        | 263 t                               | ―             | 70.305 t                            | ―                                                      | ―                                          | ―                                         |
| 最大離陸重量     | 141 t                                                  | 136.5 t                                  | 265.35 t                            | 220 t         | 79.38 t                             | 81.0 t                                                 | 51.0 t                                     | 68.0 t                                    |
| 最大積載量       | 32 t（2.5G） 36 t（2.25G）                             | 30 t（2.5G）                             | 77.519 t                            | 66 t          | 19.050 t                            | 26 t                                                   | 18.0 t                                     | 20.0 t                                    |
| 貨物室 （L×W×H） | 15.65×4.0×4.0m                                         | 17.71×4.0×3.85m                          | 26.83×5.49×3.76m                    | 20.0×4.0×4.0m | 16.76×3.02×2.74m                    | 18.5×3.4×3.0m                                          | 16.65×2.748×2.75m                          | ―                                         |
| 発動機           | CF6-80C2K1F×2                                          | TP400-D6×4                               | F117-PW-100×4                       | D-30KP-2×4    | AE2100-D3×4                         | V2500-E5×2                                             | D-436-148FM×2                              | PD-14M×2                                  |
| 発動機           | ターボファン                                           | ターボプロップ                           | ターボファン                        | ターボファン  | ターボプロップ                      | ターボファン                                           | ターボファン                               | ターボファン                              |
| 巡航速度         | マッハ0.81                                             | マッハ0.68-0.72 781 km/h （高度9,450 m） | マッハ0.74 830 km/h （高度8,530 m） | マッハ0.75    | マッハ0.59 671 km/h （高度6,700 m） | マッハ0.80 870 km/h                                    | マッハ0.77 825 km/h                        | マッハ0.75 810 km/h                       |
| 航続距離         | 0 t/9,800 km 20 t/7,600 km 30 t/5,700 km 36 t/4,500 km | 0 t/8,710 km 20 t/6,390 km 30 t/4,540 km | 0 t/9,815 km 72 t/4,630 km          | 0 t/7,500 km  | 0 t/6,445 km 16.3 t/3,150 km        | 0 t/6,241 km 14 t/5,019 km 23 t/2,722 km 26 t/2,000 km | 0 t/5,500 km 5.0 t/4,700km 18.0 t/1,000 km | 0 t/7,300 km 4.5 t/6,000 km 20 t/3,250 km |
| 最短離陸滑走距離 | 500 m                                                  | 770 m                                    | 1,000 m                             | 600 - 700 m   | 600 m                               | 1,100 m                                                | ―                                          | 1,050 m                                   |
| 生産数（-2023）  | 19                                                     | 119                                      | 279                                 | 68            | 500                                 | 9                                                      | 2                                          | 0                                         |
| 運用状況         | 現役                                                   | 現役                                     | 現役                                | 現役          | 現役                                | 現役                                                   | 実用試験中                                 | 開発中                                    |

## 登場作品

### アニメ
『トータル・イクリプス』
第2話に日本帝国軍機として登場。登場人物の一人が国連軍ユーコン基地に赴く際に搭乗する。
『ガールズ&パンツァー』
第2話に架空の発展型である「C-2改」が登場。機体サイズが120％スケールアップされており、実機では搭載不可能な10式戦車の搭載が可能になっている。劇中ではLAPESを用いて10式戦車を空挺投下した。

### 小説
『総理にされた男』
部隊配備前の本機がXC-2として登場。テロリストに占拠された在アルジェリアの日本大使館から人質を救出すべく、陸上自衛隊特殊作戦群を現地に空輸する。既存のC-130Hだと現地に到着するまで時間が掛かりすぎ、作中時期はC-2が部隊配備前のため、XC-2が選択された。
『感染捜査 黄血島決戦』
吉川英梨の小説。入間基地所属機が登場。人をゾンビ化するウイルスの蔓延で沈没した豪華客船のサルベージが近海で行われている黄血島の、黄血島航空基地に連絡機として飛来している。物語中盤にも、豪華客船内に父親が感染状態で生存していたことで島へ招かれた家族が、一度本土へ帰還する際に搭乗した。
『日本国召喚』
小説第6巻に登場。グラ・バルカス帝国の侵攻を受けたムー国に自衛隊の物資を輸送する。
作中では、日本の異世界転移以前から輸出を想定して不整地離着陸能力の付与が秘密裏に進められており、転移後は「不整地離着陸対応改修キット」が開発されてC-2への装着が進められている。
外伝2巻にも登場するが、陸上自衛隊の人員と武器弾薬を乗せて飛行中、太陽風による磁気嵐に見舞われ、高度を下げたところバードストライクによってエンジンが故障、エスペラント王国に墜落する。

### 漫画
『空母いぶき』
防衛出動発令後に自衛隊の輸送に使用されるほか、特殊作戦群や第一空挺団の空挺降下に使用される。また、孤立した特殊作戦群に物資を投下するために1機が投入。中国軍の高射機関砲で撃墜されるも、物資投下は成功し、パイロット含む乗員も全員脱出して特殊作戦群と無事合流する。
なお下地島空港でも複数の同型機が待機していたが、こちらは殲20戦闘機の襲撃によりすべて地上撃破されている。

### 映画
『劇場版TOKYO MER 走る緊急救命室～南海ミッション～』
　　東京都が運用している特殊緊急車両ERカー「T01」を鹿児島県の屋久島空港へ派遣するため空輸する。